# Мунке
Мунке́, Манка, Менгу́ (монг. Möngke, Мөнх; кит.: 蒙哥; піньїнь: Ménggē; 1208 — 11 серпня 1259) — монгольський державний і політичний діяч.

## Життєпис
Великий хан Монгольської імперії (1251–1259). Представник роду Чингізидів. Син хана Толуя, онук Чингісхана. Учасник Західного походу монголів 1236–1242 років. 1248 року став ханом Золотої Орди престол після смерті Ґуюка. Завдяки інтригам матері Соркактані та Батия розглядався як кандидат на пост великого хана, однак вибори відбулися лише 1251 року. Обраний великим ханом за відсутності інших членів роду Чингізидів. Після обрання розпочав репресії проти родичів. Помер під час походу на Китай, при облозі укріпленого міста в Сичуань. Посмертне ім'я, надане імператорами династії Юань, — Імпера́тор Хуаньсу́ (кит.: 桓肅皇帝; піньїнь: Huánsù huángdì). Храмове ім'я — Сяньцзун.